# Bruk
Bruk is een plaats in het Poolse district  Sztumski, woiwodschap Pommeren. De plaats maakt deel uit van de gemeente Dzierzgoń en telt 560 inwoners.